# Argentine aux Jeux paralympiques d'hiver de 2018
L'Argentine participe aux Jeux paralympiques d'hiver de 2018 à Pyeongchang, en Corée du Sud, du 9 au 18 mars 2018. Il s'agit de la troisième participation du pays aux Jeux paralympiques d'hiver.

## Composition de l'équipe
La délégation argentine est composée que de 2 athlètes prenant part aux compétitions dans 2 sports,.

### Ski alpin
- Enrique Plantey

### Snowboard
- Carles Codina